# 참롱 스리무앙
참롱 스리무앙(태국어: จำลอง ศรีเมือง, 1935년 7월 5일 ~ )은 태국의 화교 출신 군인이자 정치인이었다. 1985년에 초대 방콕 민선 시장에 당선되었고 현재 정계에서 은퇴하였다.

## 생애
태국 톤부리(현재는 방콕의 한 행정구)의 화교 마을인 삼레에서 중화민국 광둥성 산터우 시에서 이주한 아버지와 태국 출생 화교 어머니 사이에 태어나 한 살 때 아버지를 잃고, 홀어머니와 함께 어렵게 살아갔다. 1962년에 태국 육군 정보부에서 정보 장교로 근무하고 1970년, 미국에 유학을 가 육군 행정 대학원에서 경영학 석사 학위를 받았다. 1977년에 육군 중령으로 크리앙삭 수상의 비서를 지냈고 1978년에 상원 의원을 지내다가 1979년에는 프렘 수상의 비서 실장을 지냈다. 비로소 1985년, 초대 방콕 민선 시장에 무소속으로 당선되어 나랏일에 힘썼다. 잠롱 스리무앙은 월급을 자신이 쓰지 않고 전부 자선 단체에 기부하였고, 비가 오면 물난리를 겪는 방콕의 하수도, 도로 정비를 하고 24시간 이내에 침수를 막았다. 그리고 사람들의 건강과 일자리를 위해 힘썼고, 시장과 채식 가게를 차리고 부정 부패를 없앴다.
1988년에는 팔랑탐 당을 창설해 당수에 취임했고 대한민국의 가나안 농군 학교의 일가 재단에서 주는 일가 기념상 사회 공익상을 받았다.
1992년에는 반군사 독재 민주화 운동을 주도해 군부와 반대 세력의 공격을 막기 위해 팔랑탐 당 당수직에서 물러나고 민주화를 위해 노력하였다. 민주화가 된 뒤 8월, 막사이사이 상 사회 봉사상을 받고, 1994년에 태국 연립 정부의 부총리에 오르고 1996년부터 팔랑탐 당 당수직에 복귀해 국민들을 위해 힘 쓰던 중 3번째 방콕 시장에 도전했다가 낙선하여 정계에서 은퇴하였다.

## 별명
참롱 스리무앙은 태국 방콕의 시장 시절, 거리를 깨끗이 하고 부정부패를 쓸어내어 태국어로는 나이시안, 영어로는 미스터 클린으로 불리었다.

## 이름과 당 이름
참롱 스리무앙, 잠롱 스리무앙이란 이름으로 알려졌지만, 원래 발음으로는 짬렁 씨리므앙이다.
그리고 당 이름은 팔랑탐당, 파랑탐마당 등 다양하게 부른다.